# Gentlemen of Nerve
Gentlemen of Nerve (br: Carlitos e Mabel assistem às corridas / Portugal: Charlot nas corridas) é um filme mudo de curta-metragem estadunidense de 1914, do gênero comédia, produzido por Mack Sennett para os Estúdios Keystone, e dirigido e protagonizado por Charles Chaplin.

## Sinopse
Mabel e seu namorado vão assistir a uma corrida de automóveis e lá encontram Carlitos e seu amigo. O amigo de Carlitos pretende entrar no local da corrida através de um buraco, mas fica entalado no buraco e um policial o descobre.

## Elenco
- Charles Chaplin .... Sr. Wow-Woe
- Mabel Normand .... Mabel
- Chester Conklin .... Ambrose
- Mack Swain .... Sr. Walrus
- Phyllis Allen .... Moça
- Edgar Kennedy .... policial
- Alice Davenport
- Cecile Arnold .... espectadora (não creditada)
- Joe Bordeaux .... espectador (não creditado)